# Саморуков, Борис Николаевич
Бори́с Никола́евич Самору́ков (27 апреля 1912, Владикавказ — 2002, Санкт-Петербург) — русский математик, специалист в области дифференциальной геометрии и геометрии Лобачевского.

## Биография
Борис Николаевич Саморуков родился в 1912 году в г. Владикавказ. В 1936 году окончил физико-математический факультет Ростовского государственного университета, а в 1939 году аспирантуру при РГУ под руководством профессора Д. Д. Мордухай-Болтовского, защитив кандидатскую диссертацию по физико математическим наукам на тему: «Об особых решениях обыкновенных дифференциальных уравнений». В 1945 утвержден решением ВАК в ученом звании доцента по кафедре «математика».
В конце 1940 был призван в звании лейтенанта в ряды РККА из Алма-Атинского университета, где к тому времени заведовал кафедрой геометрии. Участник ВОВ, трижды был ранен в боях под Москвой, после чего уволен в запас. Окончил службу в 1956 году в звании инженер-майора.
После возвращении с фронта в 1942—1944 годах Борис Николаевич Саморуков работал в Казахстане, а затем вернулся в Ростов-на-Дону, преподавал в университете и пединституте, а также в Ростовском военном артиллерийском училище.

## Педагогическая деятельность
В 1944—1947 годах — сотрудник кафедры геометрии РГУ. С 1944 преподаватель кафедры геометрии Ростовского педагогического института и и. о. декана физико-математического факультета в нем. С 1946 — заведующий кафедрой геометрии в РПИ. Читал курсы лекций по аналитической, проективной и дифференциальной геометрии. Участвовал в организации научно-образовательного кружка и организации методического коллоквиума при кафедре математики РПИ, объединяющего учителей математики школ города Ростова-на-Дону.
С 1956 года — Борис Николаевич Саморуков преподаватель Ленинградского высшего артиллерийского инженерного училища.

## Hаучная деятельность
Разработал введенный Д. Д. Мордухай-Болтовским метрический принцип взаимности. Так в работе «О конфигурациях, аналогичных конфигурации Петерсен-Марлея», основываясь на понятии двойного треугольника, рассматривал возможные конфигурации и получил ряд теорем взаимности. Последние работы посвящены механике неевклидовых пространств. В 1961 году написал объемную работу «О метрическом принципе двойственности». В последние годы занимался историко-методологическим вопросам математики. В 1976 году прочел пленарный доклад «150 лет открытию неевклидовой геометрии» на конференции в ЛО ИИЕТ АН СССР.

## Публикации

### Учебники и монографии
- Саморуков Б.Н. Об особых решениях обыкновенных дифференциальных уравнений. — Ростов-на-Дону: РГУ, 1939. — 94 с.
- Саморуков Б.Н. Основные сведения из дифференциальной геометрии (конспект лекций) / проф. М.П. Черняев. — Ростов-на-Дону: РГУ, 1954. — 52 с.

### Избранные статьи
- Саморуков Б.Н. О двух конфигурациях прямых, аналогичных конфигурации Петерсен-Морлея // Сборник ученых записок НИИ математики и физики при Ростовском университете. — 1938. — Т. 2. — С. 64—68.
- Саморуков Б.Н. О некоторых элементах, характеризующих кривую в бесконечно-малых частях // Сборник ученых записок НИИ математики и физики при Ростовском университете. — 1938. — Т. 2. — С. 28—30.
- Саморуков Б.Н. О двойственных фигурах в пространстве Лобачевского // Конференция научных работников Дона и Северного Кавказа. — 1946. — С. 11.
- Саморуков Б.Н. Конгруэнция прямых, ассоциированная с точкой поверхности // Конференция научных работников Дона и Северного Кавказа. — 1947. — С. 10.
- Саморуков Б.Н. Производные кривые и поверхности // Труды научно-исследовательского физико-математического института. — 1946. — С. 1—18.
- Саморуков Б.Н. Об инвариантах группы, двойственной группе евклидовых движений // Ученые записки Ростовского педагогического и учительского института. Кафедра математического анализа и алгебры и кафедра геометрии. — Ростов-на-Дону: РПИ, 1949. — Вып. 1. — С. 61—68.
- Саморуков Б.Н. Геометрия Лобачевского и теория относительности // Научно-технические труды. — Ростов-на-Дону: РГУ, 1955. — С. 50—59.
- Саморуков Б.Н., Степанова А.С. Д.Д. Мордухай-Болтовской о зарождении и развитии основных математических идей (по неопубликованным рукописям) // Историко-математические исследования. — 1993. — Вып. 34. — С. 184—193.